# Arménio Vieira
Arménio Adroaldo Vieira e Silva, né le 29 janvier 1941 à Praia, est un écrivain cap-verdien, poète et journaliste.
En 2009 il obtient le Prix Camões, le prix littéraire le plus important du monde lusophone et devient ainsi le premier de son pays à recevoir cette récompense.

## Biographie
Arménio Vieira a commencé son cursus scolaire au Cap-Vert. Il fréquente aussi le lycée Saõ Vicente de Cap-Vert jusqu'en sixième où il est arrêté par la Polícia internacional e de defesa do estado (PIDE). Pendant son incarcération il se consacre à l'écriture. Libéré après un an, il effectue son service militaire au Portugal et en Angola. Sur le plan professionnel, il occupe un poste au service de météorologie, puis enseigne le portugais au Liceu Domingos Ramos. Enfin, Vieira poursuit sa carrière au niveau journalistique.

## Œuvres
- Silvenius : antologia poética, Rosa de Porcelana Editora, 11-2016[3].